# Make in India
Make in India är ett initiativ från Indiens regering med syftet att uppmuntra företag att tillverka sina produkter i Indien.